# Kvarteret Flugsnapparen, Stockholm

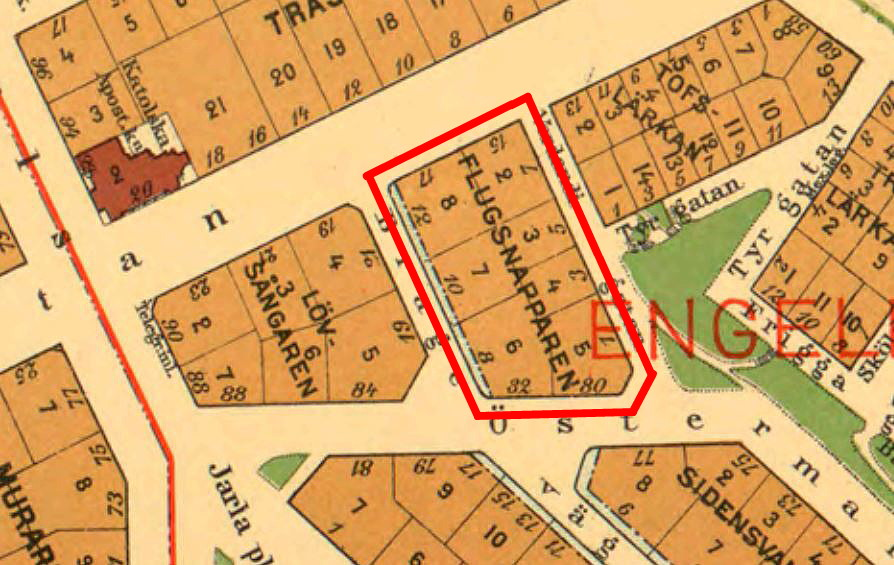
Kvarteret Flugsnapparen, 1930.

Kvarteret Flugsnapparen är ett kvarter i Lärkstaden på Östermalm i Stockholms innerstad. Kvarteret bebyggdes mellan åren 1912 och 1917 och omges av Bragevägen i sydväst, av Verdandigatan i nordost, av Odengatan nordväst och av Östermalmsgatan i syd. Kvarteret består av sju fastigheter, Flugsnapparen nr 2–8 (nr 1 finns inte). Kvarteret ingår i ett område av Riksintresse för kulturmiljövården. Samtliga sju fastigheter är grönklassade av Stadsmuseet och anses vara "särskilt värdefulla från historisk, kulturhistorisk, miljömässig eller konstnärlig synpunkt".

## Kvarterets planering

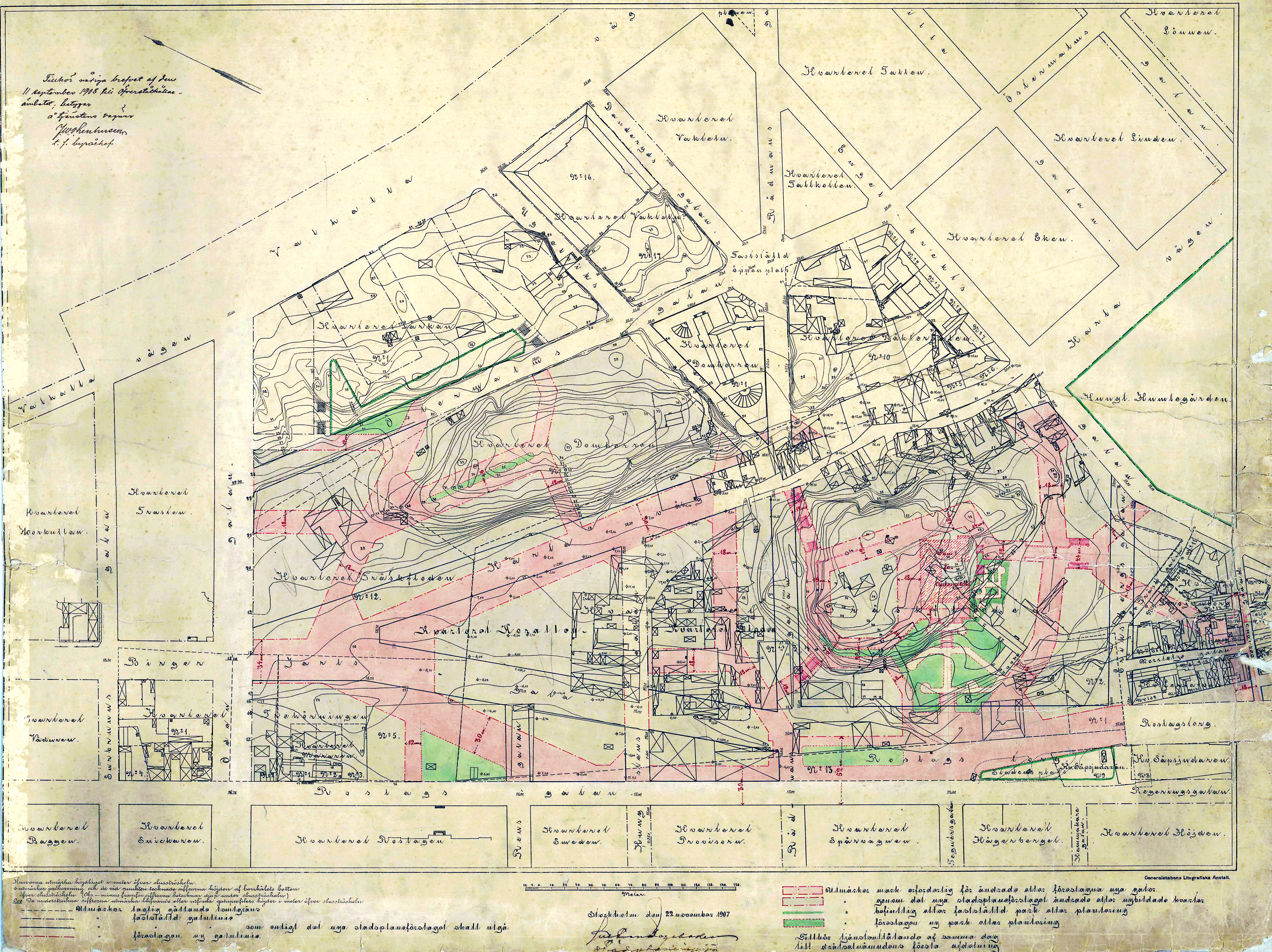
Gustaf von Segebaden stadsplan från 1907 för Domherren, Lärkstaden, Eriksberg och omgivning.

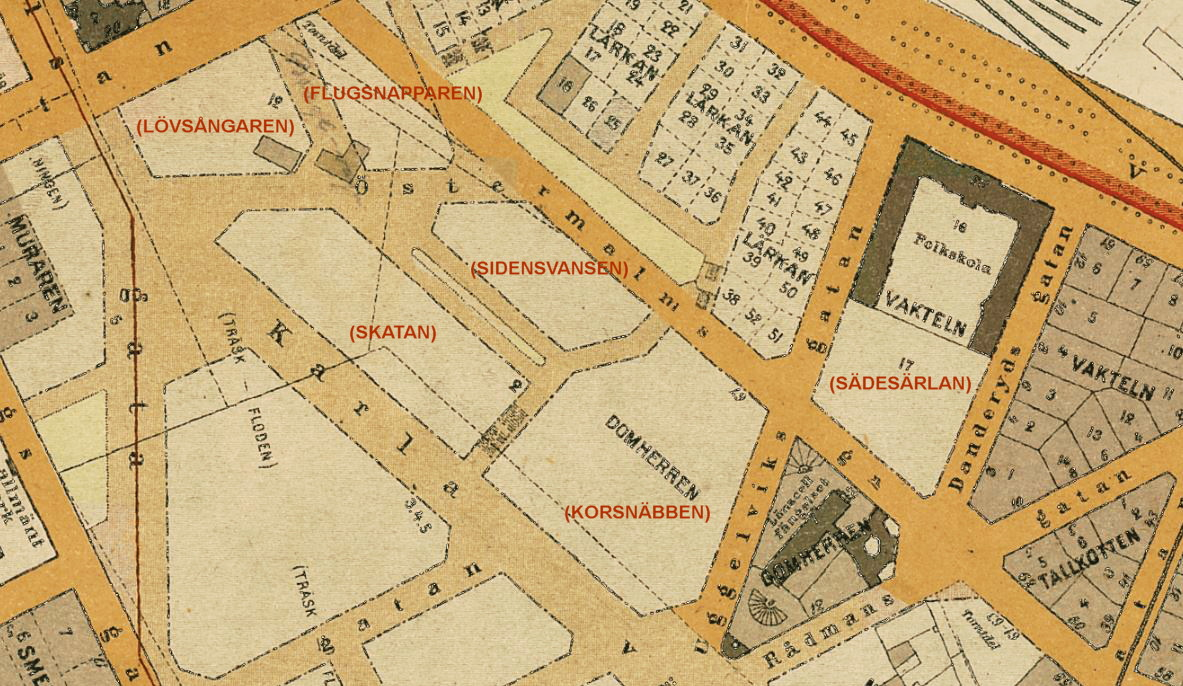
Domherren med ny kvartersindelning, 1909. Kvartersnamnen är inlagda senare.

Området för kvarteret Flygsapparen låg i Stockholms norra utkant nära Kungliga Djurgården. Trakten behöll ända in på 1870-talet en mycket lantlig karaktär. Terrängen var stark kuperad med en långsträckt, cirka 37 meter hög bergsknalle som dominerade området. På dess högsta punkt stod en stolpkvarn från 1700-talet som revs på 1880-talet (se Engelbrektskvarnen). Här reser sig sedan 1914 Engelbrektskyrkan. Söder om berget fanns de sista torrlagda resterna efter Träskfloden. 
Redan på 1860-talet började Stockholms stadsplanerare genom Lindhagenplanen att skapa förutsättningarna för ny bebyggelse i denna del av staden. En första generalplan (dagens översiktsplan) för området kring dagens Flugsnapparen presenterades av beredningsutskottet 1878. Ett av resultaten blev det avlånga storkvarteret Domherren som sträckte sig från Odengatan i norr, mellan Östermalmsgatan och Karlavägen och ända ner till Rådmansgatan. 1902 fick stadsplanearkitekten Per Olof Hallman i uppdrag att rita en realistisk stadsplan som tog hänsyn till den starkt kuperade terrängen.
Kvarteret Flugsnapparen och anslutande kvarter bildares 1908 i samband med en stadsplan för Eriksbergsområdet med omgivning som 1907 upprättats av stadsingenjören Gustaf von Segebaden och som hade Hallmans stadsplan från 1902 som utgångspunkt. Av storkvarteret Domherren återstod då endast den sydligaste delen, idag plats för Arkitekturskolans byggnad. Domherrens norra delar styckades i fem kvarter som samtliga fick fågelrelaterade namn:
- Korsnäbben (Engelbrektskyrkan)
- Skatan
- Sidensvansen
- Lövsångaren
- Flugsnapparen

I en stadsplaneändring från 1913 fick kvartersstrukturen sin nuvarande form. Dessutom utformades stadsplanebestämmelserna strängare efter de negativa erfarenheterna från de fyra Lärk-kvarteren (Tofslärkan, Trädlärkan, Sånglärkan och Piplkärkan) vilka kritiserats av samtiden för att upplevas som "brokig" och bebyggda i alltför många stilar. Tanken var också att nya bostadshus i Engelbrektskyrkans grannskap skulle förhöja den monumentala byggnadens intryck. Gemensamt för kvarterens byggnader gällde därför att fasader och tak skulle anpassades helt till kyrkobyggnadens fasad- och takmaterial. Undantag blev tre byggnader (Flugsnapparen 2, 3 och 8) som låg intill Odengatan respektive Verdandigatan vilka fick putsade fasader medan alla övriga uppfördes med fasader av mörkrött fogstruket tegel och arkitektur i nationalromantisk stil.
På ett fotografi från 1912 syns schaktarbeten i kvarteret Flugsnapparen och några kvarvarande ruckel under rivning. På grannkvarteret Lövsångaren pågår redan byggarbetena. Huset som har kommit längst är Lövsångaren 6. Flugsnapparens byggnader började uppföras 1914, just när första världskriget hade brutit ut. När de fyra nya kvarteren väster om Engelbrektskyrkan var färdigbyggda 1917 konstaterades att försöket med de detaljerade planföreskrifterna hade slagit väl ut och området i stort sett blev så som stadsplanerarna hade tänkt sig.

### Panoramabild över byggarbetsplatsen 1912

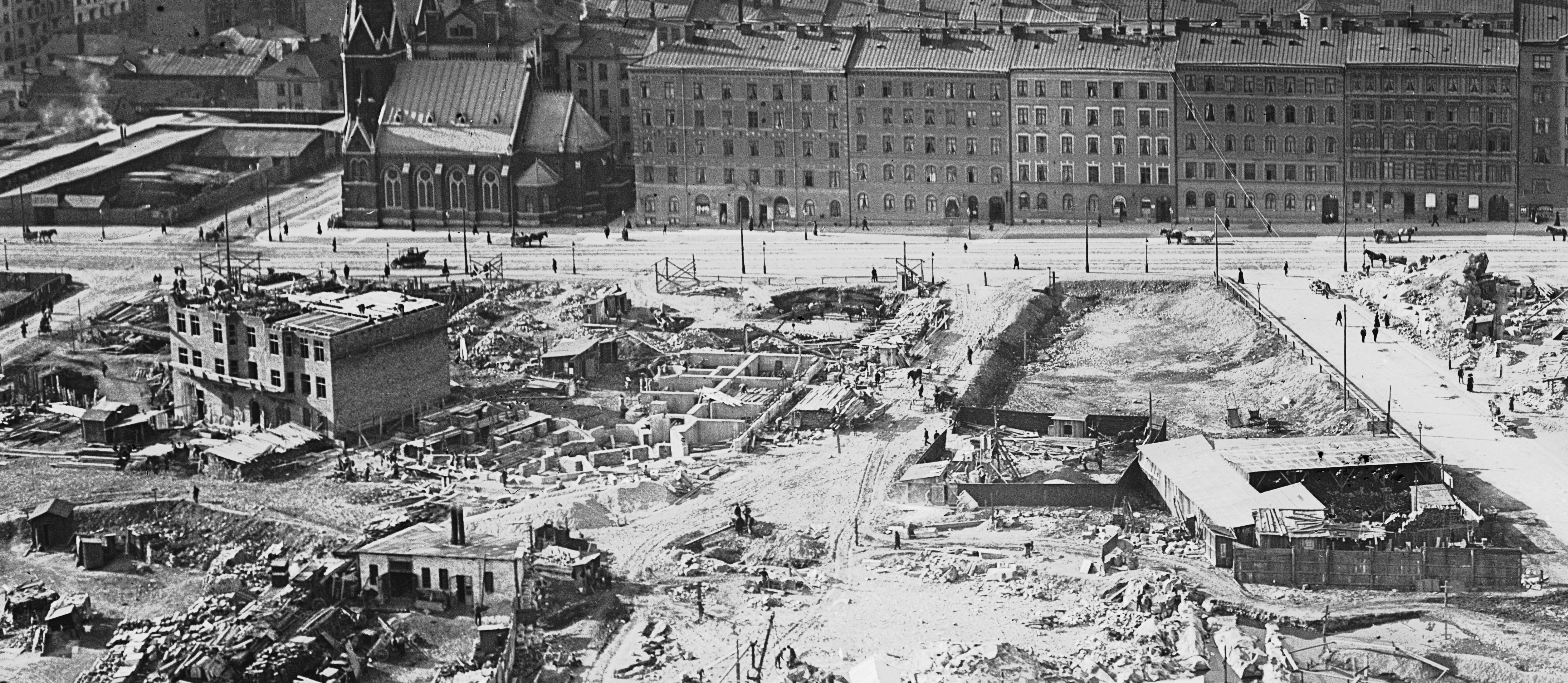
Kvarteren Lövsångaren (till vänster) och Flugsnapparen (till höger) sedda från Engelbrektskyrkans torn omkring 1912. Längst fram till vänster syns en del av kvarteret Skatan. I fonden går Odengatan med kvarteret Trastens husfasader och Sankt Georgios kyrka.
Fotograf: Axel Swinhufvud.

### Förteckning över fastigheterna i kvarteret Flugsnapparen
- Flugsnapparen 2, Odengatan 15, byggår 1917, arkitekt Höög & Morssing[6]
- Flugsnapparen 3, Verdandigatan 5, byggår 1915, arkitekt Anton Wallby[7]
- Flugsnapparen 4, Verdandigatan 3, byggår 1916, arkitekt Victor Bodin[8]
- Flugsnapparen 5, Östermalmsgatan 11, byggår 1916, arkitekt Sam Kjellberg[9]
- Flugsnapparen 6, Bragevägen 8, byggår 1917, arkitekt Rudolf Arborelius[10]
- Flugsnapparen 7, Bragevägen 6, byggår 1916, arkitekt Cyrillus Johansson[11]
- Flugsnapparen 8, Bragevägen 12, byggår 1917, arkitekt Hjalmar Westerlund[12]

### Kvarterets byggnader i urval

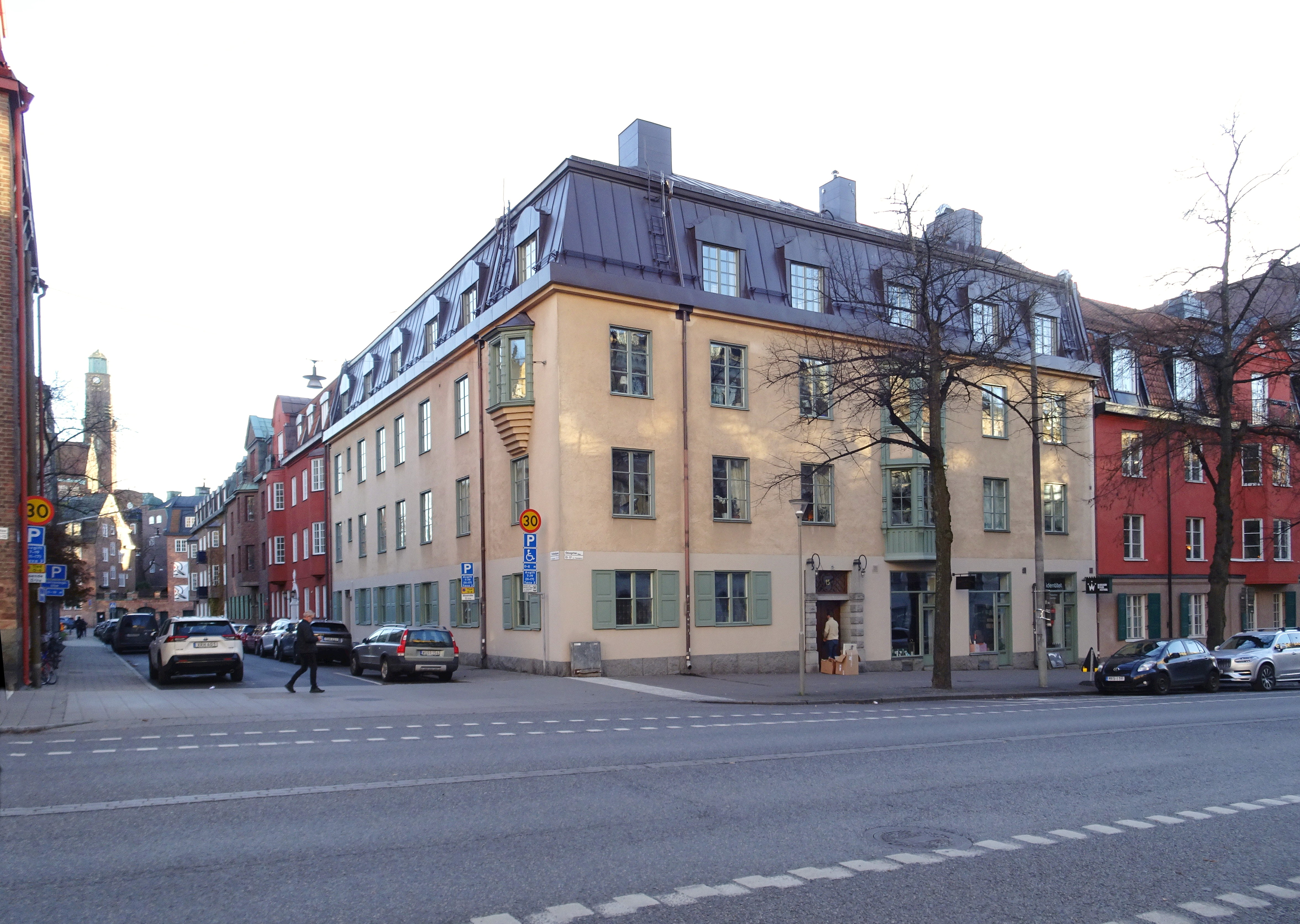
Flugsnapparen 2 från Odengatan.
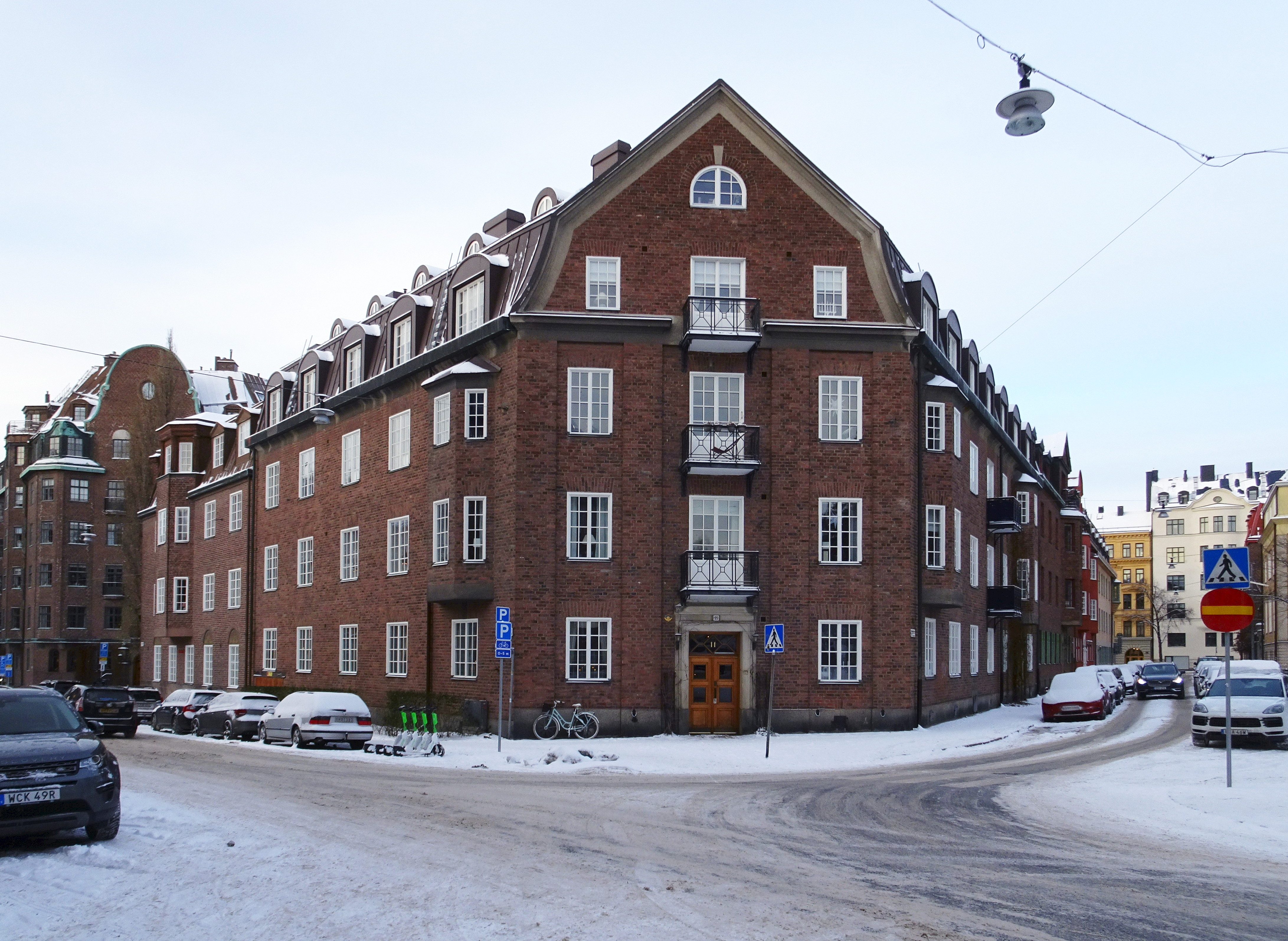
Flugsnapparen 5 från Balders Hage.
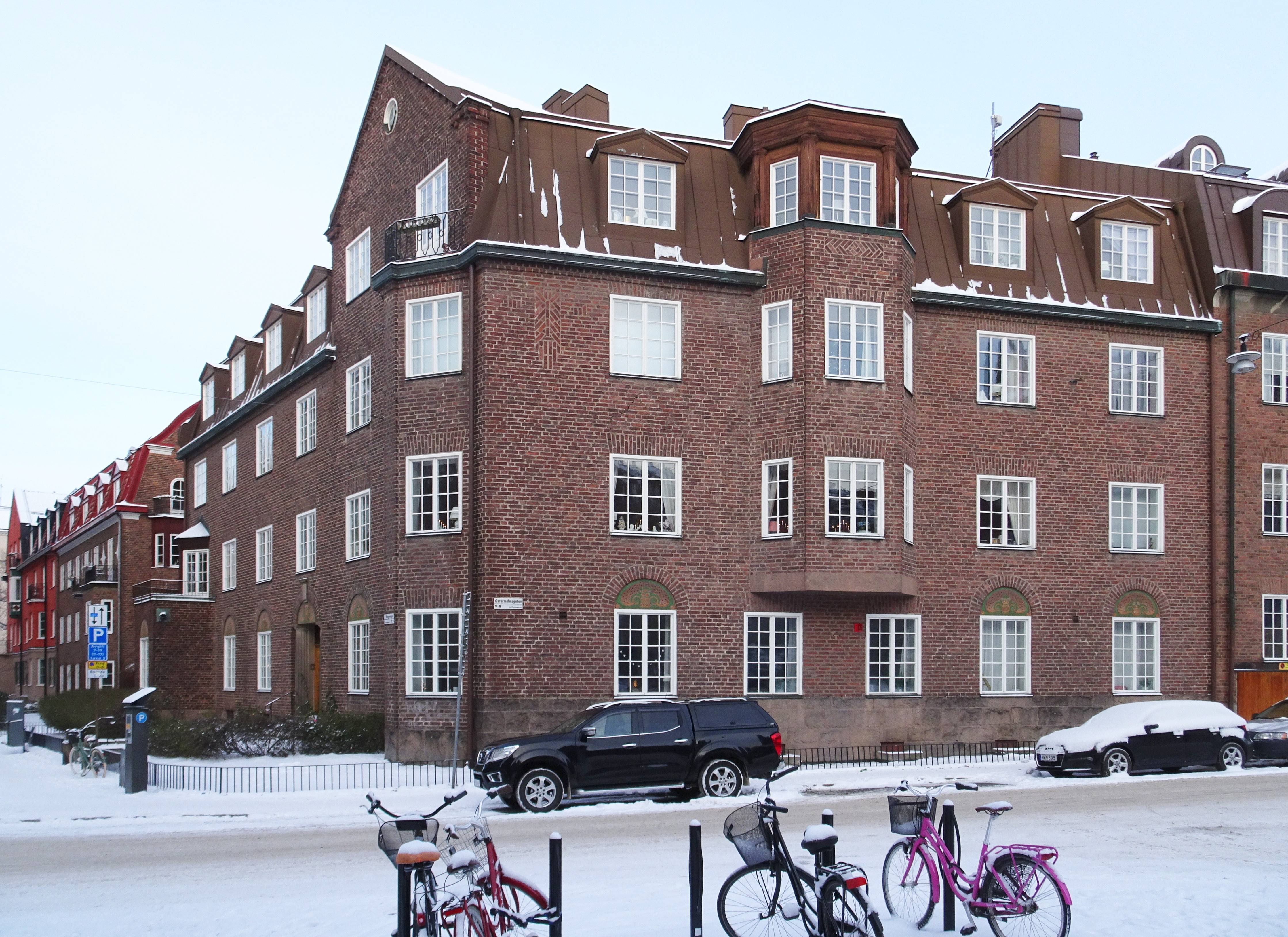
Flugsnapparen 6 från Östermalmsgatan.
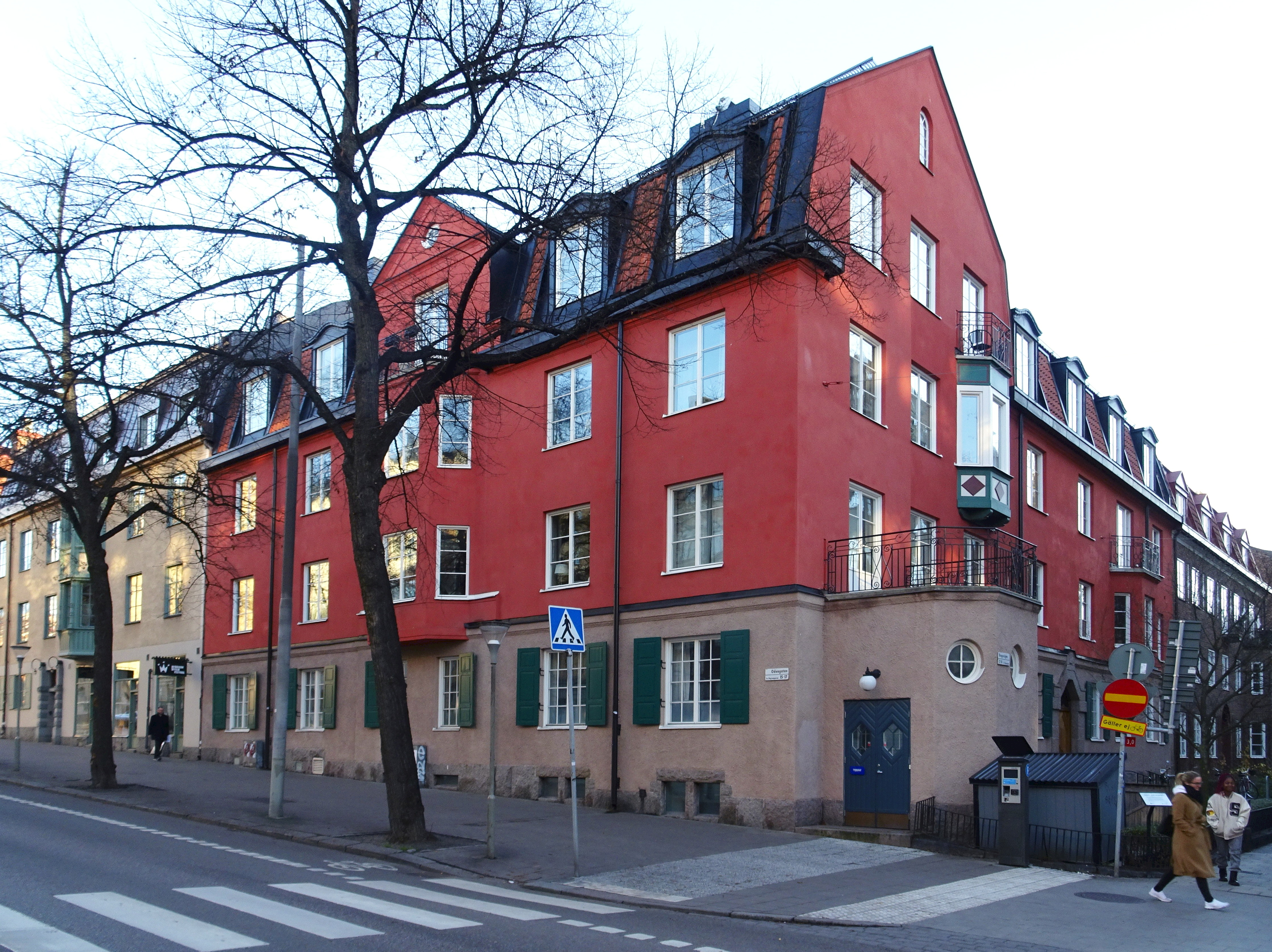
Flugsnapparen 8 från Odengatan.